# Provozní ředitel
Provozní ředitel (v ang. chief operating officer, zkráceně COO) je manažer, který je přímo podřízen výkonnému řediteli (CEO).
Je zodpovědný za koordinaci a optimalizaci provozních a projektových činností společnosti s cílem zvýšit jejich efektivitu a funkčnost pro podnik.

## Ve světě

### USA
V amerických společnostech má provozní ředitel často také titul prezidenta (president) nebo výkonného viceprezidenta (executive vicepresident , EVP) společnosti.

### Itálie
V italských společnostech se titul provozní ředitel (direttore operativo) používá jen zřídka, protože dotyčný manažer obvykle nese titul generální ředitel (který v jiných zemích označuje vedoucího společnosti).

### Francie
Ve francouzských podnicích nese provozní ředitel obvykle titul generálního ředitele (directeur général délégué), zatímco titul generálního ředitele (directeur général) nebo generálního ředitele (président-directeur général) nese šéf podniku.